# Taxithelium spuriosubtile
Taxithelium spuriosubtile là một loài rêu trong họ Sematophyllaceae. Loài này được Broth. mô tả khoa học đầu tiên năm 1910.